# Striktozidinska sintaza
Striktozidinska sintaza (EC 4.3.3.2, striktozidinska sintetaza, STR, 3-alfa(S)-strijtozidin triptamin-lijaza) je enzim sa sistematskim imenom 3-alfa(S)-striktozidin triptamin-lijaza (formira sekologanin). Ovaj enzim katalizuje sledeću hemijsku reakciju
3-alfa()-striktozidin + H2O {\displaystyle \rightleftharpoons } triptamin + sekologanin
Ovaj enzim katalizuje Piktet-Spenglerovu reakciju između aldehidne grupe sekologanina i amino grupe of triptamina.

## Literatura
- Nicholas C. Price; Lewis Stevens (1999). Fundamentals of Enzymology: The Cell and Molecular Biology of Catalytic Proteins (Third изд.). USA: Oxford University Press. ISBN 019850229X.
- Eric J. Toone (2006). Advances in Enzymology and Related Areas of Molecular Biology, Protein Evolution (Volume 75 изд.). Wiley-Interscience. ISBN 0471205036.
- Branden C; Tooze J. Introduction to Protein Structure. New York, NY: Garland Publishing. ISBN 0-8153-2305-0.
- Irwin H. Segel. Enzyme Kinetics: Behavior and Analysis of Rapid Equilibrium and Steady-State Enzyme Systems (Book 44 изд.). Wiley Classics Library. ISBN 0471303097.

## Spoljašnje veze
- Strictosidine+synthase на 